# Ex.Wave
Gli Ex.Wave sono stati un duo di musica elettronica fondato a Teramo nel 2007 dai musicisti Luca D'Alberto e Lorenzo Materazzo.

## Il duo
Entrambi i componenti, rispettivamente violinista e pianista, sono musicisti classici diplomati al conservatorio e specializzati presso istituzioni musicali straniere come il Mozarteum di Salisburgo. Il gruppo ha al suo attivo due album: "Apri gli occhi"
(Do it Yourself/EMI) del 2009 e "Plagiarism" (Bollettino/Sony Music) del 2011.
Nel corso della sua breve carriera, il duo ha suonato nel luglio 2008 aprendo i concerti milanesi dei Deep Purple mentre nel giugno 2009 è stato invitato a suonare al Palazzo Reale di Monaco di Baviera dalla Goss-Michael Foundation (la fondazione di George Michael) come unico rappresentante italiano e il 18 luglio 2011 ha nuovamente aperto un concerto dei Deep Purple all'Arena di Verona.
Gli Ex.Wave hanno collaborato con artisti di fama internazionale come Sara Lov (Devics),  Alan Wilder dei Depeche Mode (per cui hanno composto alcuni brani per pianoforte e archi), Recoil, Astrid Young (sorella di Neil Young) ed altri.
Inoltre hanno composto musiche originali per mostre ospitate dalla XV Quadriennale di Roma e dal Moma di New York.

## Discografia
- 2009 - Apri gli occhi - (Do It Yourself/EMI)
- 2011 - Plagiarism - (RCA Italiana)